# Simone Barbié
Simone Barbié est une artiste peintre française née le 11 décembre 1909 à Levallois-Perret où elle est morte le 13 février 1988.

## Biographie
Simone Barbié est successivement élève des cours municipaux de Levallois-Perret (où elle sera plus tard elle-même enseignante) et de l'École du Louvre, ayant pour maîtres Constant Duval et Paul-Michel Dupuy.
Installée au 40, rue Carnot à Levallois-Perret - « un minuscule appartement envahi par des toiles où tout est calme est doux, des paysages (la forêt de Fontainebleau, les bords de l'Yonne), des portraits, des natures mortes, des fleurs… » -, elle fonde le cours d'art de Clichy en 1950.
Morte en 1988, son atelier est dispersé le 7 novembre 1989 par Anne Gillet, commissaire-priseur, en l'hôtel des ventes Poincaré de Nanterre.

## Expositions
- Salon des artistes français, Paris, à partir de 1938[2].
- Salon d'hiver, Musée des Beaux-Arts de la ville de Paris, 1940, 1941[3], 1946[6], 1947[7], 1949[2].
- Salon Violet, Paris, 1956[2].
- Salon des Indépendants, Paris, 1984[8].

## Collections publiques
- Fonds d'art contemporain - Paris Collections :
  - Nu, dessin 63x47,7cm, vers 1964[9].
  - Fleurs, huile sur toile 46x38cm, vers 1966[10].

## Prix et distinctions
- Prix du Comité du Salon d'hiver, 1949[2].
- Médaille des Arts-Sciences-Lettres, argent en 1961, or en 1970[2].
- Chevalier de l'ordre national de Mérite, 1966[2].
- Médaille d'argent de la ville de Paris, 1968[2].
- Grand Prix humanitaire de France, 1969[2].
- Médaille d'argent du Conseil général des Hauts-de-Seine, 1972[2].